# 2. Eishockey-Bundesliga 2000/01
Die Saison 2000/01 der 2. Eishockey-Bundesliga war die dritte Spielzeit der neuen zweithöchsten deutschen Spielklasse wurde mit zwölf Teilnehmern durchgeführt.

## Voraussetzungen

### Teilnehmer
Nachdem der Meister, die Düsseldorfer EG, und der Iserlohner EC, der die Lizenz der Starbulls Rosenheim erwarb, in die DEL wechselten, die Spielbetriebsgesellschaft der Hamburg Crocodiles, die ebenfalls den Kauf der Lizenz anstrebte, aufgelöst wurde und die Mannschaften des Grefrather EV, des EHC Neuwied und des GEC Nordhorn ihren Spielbetrieb während der letzten Saison eingestellt hatten, verblieben noch neun Mannschaften in der Liga. Hinzu kamen als Aufsteiger die Mannschaften REV Bremerhaven, Erding Jets, EHC Straubing, die die ersten drei Plätze der Oberliga belegt hatten.

### Modus
Die 2. Bundesliga wurde im Gegensatz zur Vorsaison in einem geänderten Modus durchgeführt. 
Nach Abschluss der Vorrunde, die als Doppelrunde ausgespielt wurde, nahmen die Teilnehmer auf Platz 1 bis 8 an den Meisterschafts-Play-offs teil, während die Teilnehmer auf den Plätzen 9 bis 12 in einer Play-down-Runde um den Klassenerhalt spielten.
In den Play-offs setzte sich der ERC Ingolstadt im Finale gegen die Tölzer Löwen durch, beide Mannschaften verzichteten aber auf einen Lizenzantrag für die Deutsche Eishockey Liga. Nach den Play-downs stiegen der EC Bad Nauheim und die Erding Jets sportlich in die Oberliga ab, Bad Nauheim konnte jedoch am „grünen Tisch“ in der Liga bleiben, da sich die Mannschaft des EC Wilhelmshaven-Stickhausen vom Spielbetrieb zurückzog.

## Vorrunde

### Abschlusstabelle
| Pl. | Klub                         | Spiele | S3 | S2 | N1 | N0 | Tore    | Punkte |
| --- | ---------------------------- | ------ | -- | -- | -- | -- | ------- | ------ |
| 1.  | ERC Ingolstadt               | 44     | 29 | 2  | 3  | 10 | 174:98  | 94     |
| 2.  | Heilbronner EC               | 44     | 25 | 3  | 5  | 11 | 171:138 | 86     |
| 3.  | Tölzer Löwen                 | 44     | 21 | 6  | 4  | 13 | 166:152 | 79     |
| 4.  | SC Bietigheim-Bissingen      | 44     | 21 | 3  | 7  | 13 | 172:145 | 76     |
| 5.  | REV Bremerhaven (N)          | 44     | 22 | 2  | 4  | 16 | 158:135 | 74     |
| 6.  | SC Riessersee                | 44     | 18 | 7  | 1  | 18 | 144:140 | 69     |
| 7.  | EC Wilhelmshaven-Stickhausen | 44     | 21 | 2  | 2  | 19 | 181:138 | 69     |
| 8.  | EHC Freiburg                 | 44     | 20 | 2  | 4  | 18 | 159:155 | 68     |
| 9.  | ES Weißwasser                | 44     | 14 | 5  | 2  | 23 | 141:175 | 54     |
| 10. | EHC Straubing (N)            | 44     | 14 | 3  | 5  | 22 | 133:163 | 53     |
| 11. | EC Bad Nauheim               | 44     | 10 | 3  | 2  | 29 | 138:216 | 44     |
| 12. | Erding Jets (N)              | 44     | 8  | 3  | 2  | 31 | 103:185 | 32     |

Abkürzungen: Sp = Spiele, (N) = Neuling

Erläuterungen:       = Play-offs,       = Play-downs.

## Play-offs
Alle Play-off-Runden wurden im Modus „Best of Five“ ausgespielt.

### Viertelfinale
|                         |   |                              | Serie | 1         | 2         | 3         | 4         | 5   |
| ----------------------- | - | ---------------------------- | ----- | --------- | --------- | --------- | --------- | --- |
| ERC Ingolstadt          | – | EHC Freiburg                 | 3:0   | 6:4       | 1:0       | 5:1       | –         | –   |
| Heilbronner EC          | – | EC Wilhelmshaven-Stickhausen | 3:2   | 2:3 n. P. | 3:4       | 7:2       | 4:1       | 3:0 |
| Tölzer Löwen            | – | SC Riessersee                | 3:2   | 1:4       | 4:3 n. V. | 4:3 n. V. | 5:6 n. P. | 3:1 |
| SC Bietigheim-Bissingen | – | REV Bremerhaven              | 1:3   | 3:5       | 2:3 n. P. | 5:4 n. V. | 3:6       | –   |

### Halbfinale
|                |   |                 | Serie | 1   | 2   | 3   | 4   | 5   |
| -------------- | - | --------------- | ----- | --- | --- | --- | --- | --- |
| ERC Ingolstadt | – | REV Bremerhaven | 3:2   | 1:3 | 3:0 | 6:1 | 1:3 | 2:1 |
| Heilbronner EC | – | Tölzer Löwen    | 2:3   | 5:4 | 3:7 | 1:2 | 4:3 | 1:5 |

### Finale
|                |   |              | Serie | 1   | 2         | 3   | 4   | 5 |
| -------------- | - | ------------ | ----- | --- | --------- | --- | --- | - |
| ERC Ingolstadt | – | Tölzer Löwen | 3:1   | 2:0 | 3:4 n. V. | 4:1 | 3:0 | – |

Damit war der ERC Ingolstadt Zweitligameister 2000/01, verzichtete aber wie der Vizemeister Tölzer Löwen auf einen Aufstieg in die Deutsche Eishockey Liga.

## Play-downs
Die Play-downs wurden im Modus „Best of Seven“ ausgespielt.
|               |   |                | Serie | 1   | 2         | 3   | 4   | 5   | 6         | 7 |
| ------------- | - | -------------- | ----- | --- | --------- | --- | --- | --- | --------- | - |
| ES Weißwasser | – | Erding Jets    | 4:2   | 5:3 | 5:4 n. P. | 4:2 | 1:2 | 1:5 | 6:5 n. P. | – |
| EHC Straubing | – | EC Bad Nauheim | 4:1   | 8:4 | 4:7       | 2:1 | 4:2 | 8:1 | –         | – |

Die Erding Jets waren damit sportlich in die Oberliga abgestiegen, während der EC Bad Nauheim vom Rückzug der Mannschaft des EC Wilhelmshaven-Stickhausen profitierte und im folgenden Jahr erneut am Spielbetrieb der 2. Bundesliga teilnehmen konnte.